# Winx: El secret del regne perdut
Winx: El secret del regne perdut (títol original en italià: Winx Club – Il segreto del regno perduto) és una pel·lícula d'animació CGI italiana de 2007, dirigida per Iginio Straffi  i basada en la sèrie de televisió Winx Club, els successos dels quals tenen lloc després de la fi de la tercera temporada. Es va estrenar als cinemes doblada en català el 19 de desembre de 2008, i es va emetre posteriorment per primer cop al canal Super3 de la CCMA el 6 d'octubre de 2018.

## Argument
La història comença poc després de la tercera temporada amb en Valtor derrotat i la dimensió màgica segura, de moment. Un narrador invisible comença a relatar la història d'una noia que va descobrir que era una fada i una princesa, noia el nom és Bloom. La història relata només el començament, ja que al final, ella ho ha d'escriure.
L'escena canvia per mostrar a les sis noies del Winx Club: la Bloom, l'Stella, la Flora, la Musa, la Tecna i la Layla. La Bloom i els seus amics estan a la recerca dels pares biològics de la Bloom: el rei Oritel i la reina Marion, reis de Dòmino, els quals podrien canviar la seva vida per sempre. Les Winx tenen com a objectiu la Dimensió Obsidiana. Aquí hauran de buscar més pistes per saber el parador dels pares de la Bloom, però es troben amb Mandràgora, i per un parany seu, les Winx queden atrapades a la presó de les Tres Antigues Bruixes.
Les Winx van perdent energia, però la Bloom resisteix, fins que descobreix l'inimaginable: una estàtua del seu pare empunyant l'espasa del rei, que en realitat era el seu mateix pare. La Bloom s'assabenta que les Tres Antigues Bruixes havien fet això. Però a força d'enganys de les Antigues Bruixes, la Bloom intenta destruir l'espasa per poder alliberar el seu pare, però en intentar-ho, l'Sky la presa, i això ho deixa inconscient. La Bloom pensa el pitjor, fins que l'Sky es desperta i amb l'espasa, travessa a les Antigues Bruixes ja Mandràgora i desapareixen juntament amb la Dimensió Obsidiana, complint així la profecia escrita per la Bloom, la qual deia que un rei sense corona salvaria a un altre rei i restauraria el regne perdut. El rei Oritel és alliberat de la seva presó de pedra. Domino és restaurat com si no hagués passat res, i tot el que estava congelat torna a la normalitat. I la reina Marion és alliberada de l'espasa del rei Oritel, l'espasa va ser l'única salvació per a la reina.
A la fi, al palau de Dòmino, se celebra el renaixement del regne, i l'arribada de la nova princesa. Tots els seus amics es troben allà, les Winx, els especialistes, el rei Erendor i la seva dona, el rei Radius i la reina Lluna, en Mike i la Vanessa (pares adoptius de la Bloom), entre altres persones; a més el príncep, ara rei, l'Sky li demana matrimoni a la Bloom. I la pel·lícula acaba amb el narrador invisible que era el narrador del llibre de les famílies de Domino, el qual relata com es va formar la nova Companyia de la Llum. I aquí arriba la fi. Però en això apareixen les Tres Antigues Bruixes, que van ser alliberades de la presó de la Dimensió Obsidiana, i per la seva ajuda, apareixen les Trix, les seves descendents.

## Distribució
Es va fer un espectacle de dansa en directe per promocionar la pel·lícula al Festival del Cinema de Roma de 2007. La pel·lícula es va estrenar el 30 de novembre de 2007 als cinemes italians. Durant la primera setmana de projecció, es va distribuir a 665 sales de cinema i va tenir 420.000 espectadors. Va tenir una recaptació d'1.979.972 euros (3.074.695,84 dòlars EUA) durant la setmana d'obertura, i va acabar la seva trajectòria amb uns ingressos de cinc milions d'euros. L'obra va ser publicada en DVD a Itàlia el març del 2008.
La pel·lícula es va estrenar als Estats Units d'Amèrica, a través de Nickelodeon, l'11 de març de 2012. Tot el diàleg es va tornar a gravar amb els actors de veu del renaixement del Winx Club del 2011. Paramount Pictures va publicar aquesta versió com a DVD de dos discos el 7 d'agost de 2012. El segon disc va incloure set episodis addicionals de la sèrie de televisió. L'octubre de 2013, Nickelodeon va llançar una línia de DVD anomenada «Holiday Gifts from Nickelodeon», que va incloure una edició especial de Nadal d'El secret del regne perdut que venia amb un llibre per pintar, pòster i adhesius de Winx Club.